# Шиллинг, Говерт
Говерт Шиллинг (род. 30 ноября 1956 года) — голландский автор научно-популярных книг и астроном-любитель.

## Биография
Родился в Меркерке, Голландия. Имеет степень бакалавра в области машиностроения. Астрономия увлекается с 1972 года. Тогда же начал публиковаться издании голландского молодёжного общества любителей астрономии и метеорологии, Jongerenwerkgroep (NVWS).
С 1980 по 1987 год был главным редактором астрономического журнала «Zenit».  В 1982 году руководил цейсовским планетарием в Амстердаме. С 1987 по 1998 год по совместительству руководил программой планетария Artis. Вёл первую программу по астрономии для детей. Был продюсером американской телевизионной программы «Улица Сезам».
C 1998 года работает профессионально как научный журналист и писатель. Статьи Шиллинга публиковались в таких изданиях как «Нэшнл Джиографик», Science и Нью сайентист.
Автор около тридцати научно-популярных книг по астрономии. Книги Werelden naast de aarde (1990) и Gezichten van de maan (1994) получили на приз за лучшую научно-популярную книгу на голландском языке. Книги  Tweeling aarde (1997) и Flash! (2000) были номинированы на премию за лучшую научно-популярную книгу.
В 2018 году книга «Складки на ткани пространства-времени» была издана по-русски.
Регулярно выступает по с передачами по астрономии по голландскому радио и телевидению.
Был финалистом конкурса  «самый умный человек», 2016.

## Отличия
- В честь Говерта Шиллинга был назван астероид 10986 Говерт